# 1679 w literaturze
Wydarzenia literackie w 1679 roku.

## Nowe książki
- polskie
- zagraniczne

## Nowe dramaty
- Nathaniel Lee, Caesar Borgia

## Zmarli
- Joost van den Vondel, holenderski poeta i dramaturg